# لیدار
لیدار (به انگلیسی: Lidar)، یا لایدار، یکی از فناوری‌های سنجش از راه دور است که با تاباندن لیزر به هدف و تجزیه و تحلیل نور بازتاب‌شده، فاصله را اندازه می‌گیرد. لایدار مشابه رادار است که بعضی اوقات نیز رادار لیزری نامیده می‌شود. اختلاف اصلی لایدار و رادار، طول موج‌های تابشی مورد استفاده است. رادار از طول موج‌هایی در ناحیه رادیویی استفاده می‌کند در حالی که لایدار طول موج‌های لیزری بکار می‌برد.

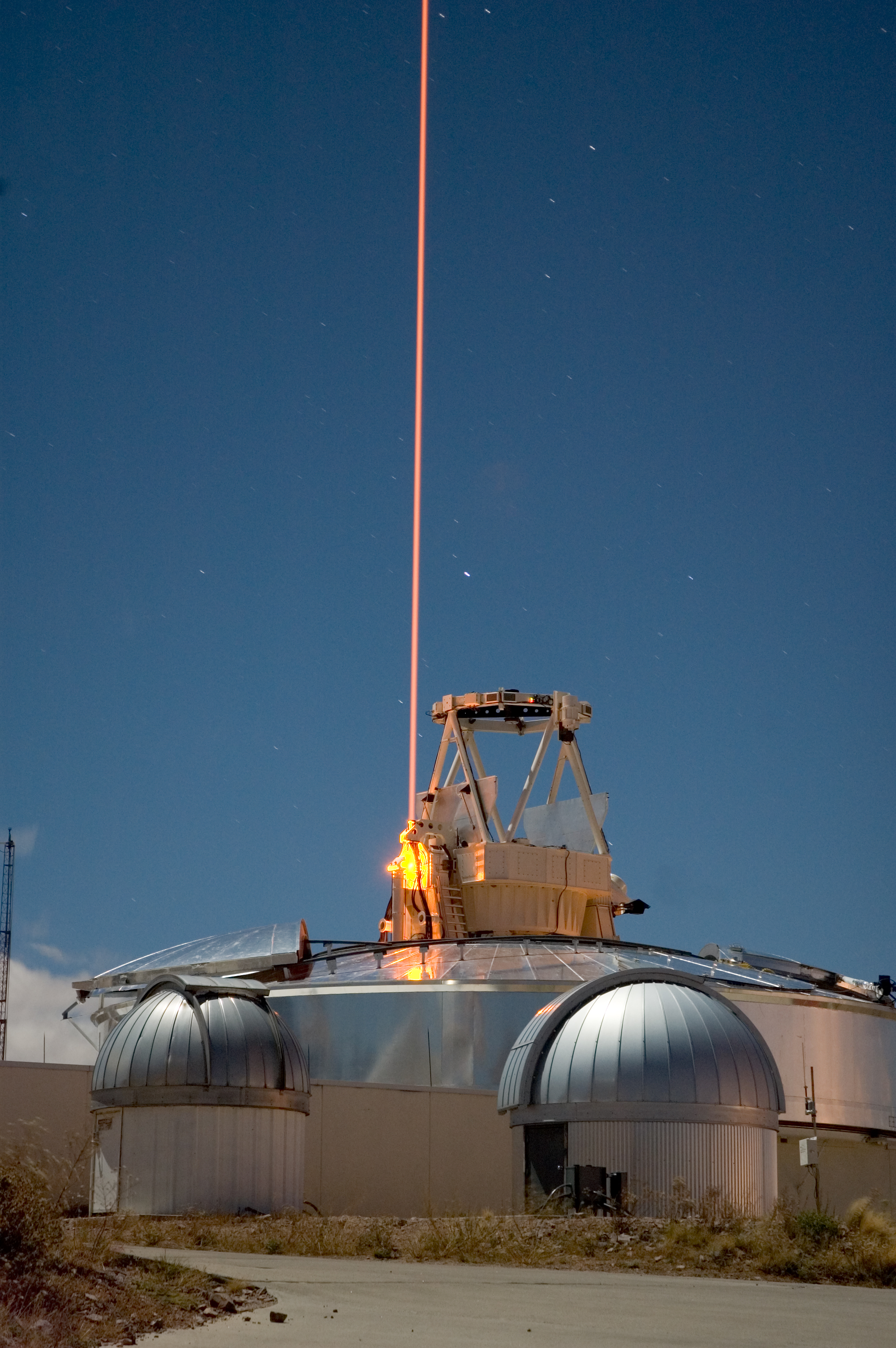

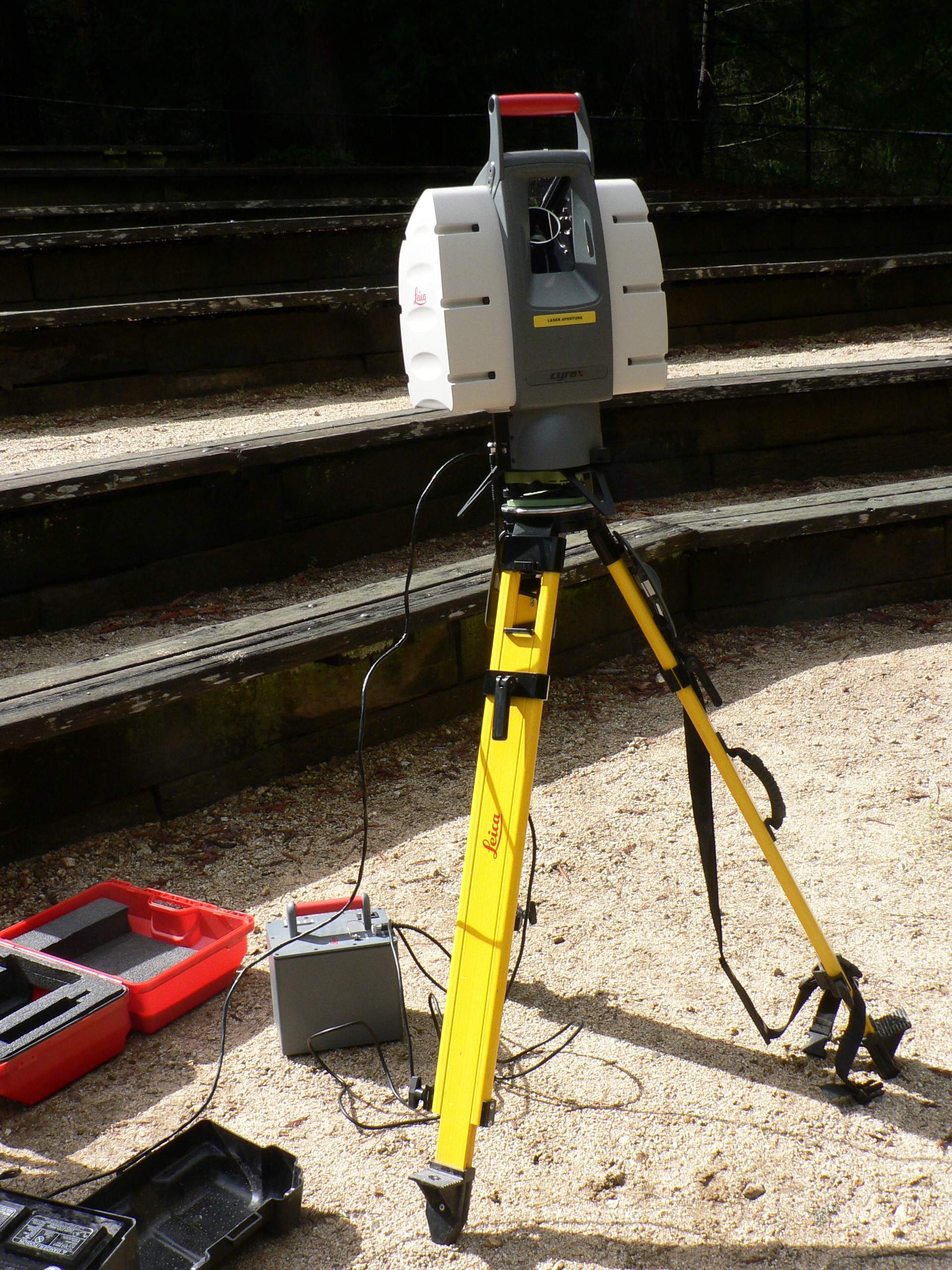

روش متداول برای تعیین کردن فاصله تا یک جسم یا سطح استفاده از پالس‌های لیزری است. مانند فناوری رادار که از امواج رادیویی استفاده می‌کند و فاصله تا جسم با اندازه‌گیری اختلاف زمانی بین ارسال پالس و دریافت پالس بازتابی تعیین می‌کنند. فناوری لایدار در زمین‌سنجی، ژئوماتیک، زمین‌شناسی زمین‌ریخت‌شناسی، لرزه‌سنجی، جنگل‌داری، ارزیابی فاصله دور و فیزیک هواشناسی کاربرد دارد، کاربرد لایدار شامل ALSM (لیزر هوابرد نگاشت ردپا)، ارتفاع زمین‌سنجی به وسیلهٔ لیزر یا لایدار برای تهیه «نقشه عوارض‌نما» است. اسم مخفف دیگری به شکل «LADAR» (آشکارسازی لیزر و مسافت‌یابی) معمولاً در زمینه نظامی استفاده می‌شود. واژه رادار لیزری، نیز استفاده می‌شود اگرچه لایدار از ریزموج با امواج رادیویی استفاده نمی‌کند که برای رادار تعریف شده است.

## توضیح کلی
تفاوت لایدار و رادار این است که لایدار از امواج الکترو مغناطیسی استفاده می‌کنند که طول موج‌های کوچکتری دارند. لایدار عمدتاً از طول موج‌های مرئی، فروسرخ نزدیک یا فرابنفش استفاده می‌کند. می‌توان جسمی با اندازه‌ای تقریباً برابر طول موج یا بزرگتر از آن را مجسم کرد؛ بنابراین Lidar به ذرات کلوئیدی موجود در هوا یا مایع و ذرات ابر حساس است و کاربردهای زیادی در تحقیقات هواشناسی و جوشناسی دارد.
اجسام فلزی و براق، امواج رادار (رادیو یا مایکروویو) را بسیار خوب بازمی‌تابانند؛ ولی غیرفلزات، مثل باران و سنگ بازتاب ضعیف تر، و بعضی از اجسام ممکن است هیچ بازتاب قابل تشخیص ایجاد نکنند. به این معنی که بعضی اجسام یا ترکیبات، با امواج رادار، نامرئی و غیرقابل تشخیص هستند. این به ویژه برای اجسام بسیار کوچک درست است.
لیزر یک راه حل برای این مشکل فراهم کرده است، چگالی پرتو و همدوسی (Coherency) آن بسیار عالی است. به علاوه طول موج‌ها خیلی کوچک‌تر از آن است که به وسیلهٔ سیستم‌های رادیویی قابل دستیابی باشد، در محدودهٔ mm۱۰ تا فرابنفش (۲۵۰nm). امواج در چنین طول موجی، از اجسام کوچک به خوبی بازتابیده می‌شوند. این نوع بازتاب، پخش معکوس امواج رادیویی نامیده می‌شود. انواع مختلف پراکندگی برای کاربردهای مختلف لایدار استفاده می‌شود؛ که معمول آن، تفرق عادی تابش‌ها Raman scattering; mie scattering هم چنین فلوئورسنت است. با توجه به انواع مختلف پخش معکوس امواج رادیویی، لایدار را می‌توان Lidar mie یا Lidar Rayling و raman Lidar و Nalfelk فلوئورسنت لایدار نامید.
طول موج‌ها برای اندازه‌گیری دود، مه، و بقیه ذرات هوایی مناسب و ایده‌آل هستند.
لیزر به‌طور ویژه یک پرتو باریک دارد که امکان نقشه‌برداری از اجزای فیزیکی را با وضوح بالا در مقایسه با رادار در اختیار ما قرار می‌دهد، به علاوه بسیاری از ترکیبات شیمیایی در برابر طول موج مرئی فعل و انفعال بیشتری در مقایسه با مایکروویو از خود نشان می‌دهند در نتیجه تصویر واضح‌تری از این اجسام به‌دست می‌آید. ترکیبات مناسبی از لیزر امکان نگاشت راه دور اجزای اتمسفری را با جستجوی تغییرات شدت سیگنال بازگشت در طول موج وابسته فراهم می‌کند. لایدار به‌طور گسترده در تحقیقات اتمسفری و هواشناسی مورد استفاده قرار می‌گیرد. با گسترش فناوری جی‌پی‌اس در دهه ۱۹۸۰ مکان‌یابی دقیق هواپیماها ممکن است. جی‌پی‌اس که بر پایه فناوری نقشه‌برداری است، نقشه‌برداری هوایی و کاربردهای نقشه‌برداری را ممکن و اجرایی ساخته است. استفاده از لایدار در هواپیماها و ماهواره‌ها بسیار پیشرفت کرده است.

## طراحی

A basic LIDAR system involves a laser range finder reflected by a rotating mirror (top). The laser is scanned around the scene being digitised, in one or two dimensions (middle), gathering distance measurements at specified angle intervals (bottom).

به‌طور کلی دو نوع طرح آشکارسازی برای وجود دارد:’ناهمدوس’ یا آشکارسازی مستقیم انرژی و آشکارسازی’coherent’که غیرمستقیم است. سامانه‌های همدوس به‌طور معمول از آشکارسازی heterodyne نوری استفاده می‌کنند. heterodyne ترکیب دو جریان متناوب برای تولید جریانی با فرکانس مجموع یا تفاضل فرکانس دو جریان) که بسیار حساس تر از آشکارسازی مستقیم است و اجازه می‌دهد که توان کمتری مصرف شود ولی هزینه دستگاه گیرنده و فرستده پیچیده بسیار گران‌تر است. در هر دو نوع inwherent,coheren لایدار دو نوع پالس نمونه وجود دارد: سیستم‌های با micro pulse lidar و سامانه‌های انرژی بالا. سیستم هایmicro pulse در اثر پیشرفت روزافزون کامپیوتر و پیشرفت‌های لیزری فناوری لیزر توسعه پیدا کرده است. این سیستم‌ها انرژی خیلی کمی مصرف می‌کنند، در لیزر به‌طور ویژه در حد یک میکرو ژول، معمولاً برای چشم آسیبی ندارند. سیستم‌های با قدرت بالا در تحقیقات اتمسفری بسیار معمول است که برای اندازه‌گیری‌های اتمسفری به‌طور گسترده مورد استفاده‌اند. مثل پارامترهای: ارتفاع، لایه بندی و چگالی ابرها، ویژگی ذرات ابری (ضریب جذب، ضریب توزیع معکوس امواج، قطبش زدایی) دما، فشار، باد، رطوبت، تراکم گازها (اوزون، متال، نیتروژن، منواکسید).

### اجزاء سامانه‌های لایدار

#### لیزر
لیزرهای۶۰۰–۱۰۰۰nm در کاربردهای غیرعلمی بسیار معمول هستند. این لیزرها ارزان هستند ولی چون می‌توانند به سادگی متمرکز شوند به سادگی توسط چشم جذب می‌شوند. بیشتر قدرت آن محدود می‌شود به این معنی که آن‌ها را برای چشم ایمن کنیم. یک جایگزین معمول لیزرهای ۱۵۵۰nm است که برای چشم ایمن هستند در سطح توان بالاتری چون این طول موج به وسیلهٔ چشم متمرکز نمی‌شود ولی تکنولوژی آشکارساز کمتر پیشرفت کرده است؛ بنابراین این طول موج در رنج‌های طولانی‌تر و دقت کمتر استفاده می‌شود. هم چنین در کاربردهای نظامی استفاده می‌شود. چون ۱۵۵۰nm قابل دید در عینک دید شب نیست برعکس لیزرهای ۱۰۰۰nm فروسرخ. لایدار که در نقشه‌برداری توپوگرافی هوایی کاربرد دارند معمولاً از دیودهای ۱۰۶۴nmکه لیزر yag ارسال می‌کنند استفاده می‌کنند. درحالی‌که سیستم‌های عمق نما معمولاً از دیودهای فرکانس دوگانه ۵۳۲nm که لیزر yag ارسال می‌کنند استفاده می‌کنند، چون ۵۳۲nm در آب با تضعیف کمتری نفوذ می‌کند نسبت به۱۰۶۴nm. طول پالس معمولاً اطلاعاتی دربارهٔ ویژگی لیزر در اختیار قرار می‌دهد. وضوح بهتر هدف با پالس‌های کوتاه‌تر به‌دست می‌آید که به وسیلهٔ گیرنده لایدار و آشکارساز و ابزارهای الکترونیکی با پهنای باند کافی ممکن می‌شود.

#### اسکنر و اپتیک
تصاویر چقدر سریعتر می‌توانند توسعه پیدا کنند تحت تأثیر این حقیقت است که با چه سرعتی می‌توانند بر روی سیستم اسکن شوند. روش‌های متعددی برای اسکن کردن جهت و ارتفاع وجود دارد شامل صفحه آینه‌ای نوسانی دوگانه، ترکیبی با آینه چند ضلعی، اسکنر کور دوگانه و… گزینه‌های اپتیکی (نوری) وضوح زاویه‌ای و رنجی را که می‌توان تشخیص داد را تحت تأثیر قرار می‌دهند. بازتاب حفره‌ای یا شکاف‌دهنده پرتو گزینه‌های برای جمع‌آوری سیگنال بازگشتی است.

#### آشکارساز نوری و گیرنده الکترونیکی
دو فناوری عمده آشکارسازی نوری در لایدار استفاده می‌شود: آشکارساز نوری حالت جامد، مثل فتودیودهای یا افزاینده‌های نوری، حساسیت گیرنده عامل دیگری است؛ که در طراحی لایدار باید به آن توجه شود.

#### سامانه‌های مکان‌یابی و راهبردی
حسگرهای لایدار بر روی اجسام متحرک مثل هواپیما و ماهواره قرار دارند نیازمند ابزارهایی هستند تا مکان و جهت مطلق سنسور را معین کنند. چنین دستگاه‌هایی معمولاً شامل گیرنده‌های جی‌پی‌اس و IMU هستند.

## کاربردها

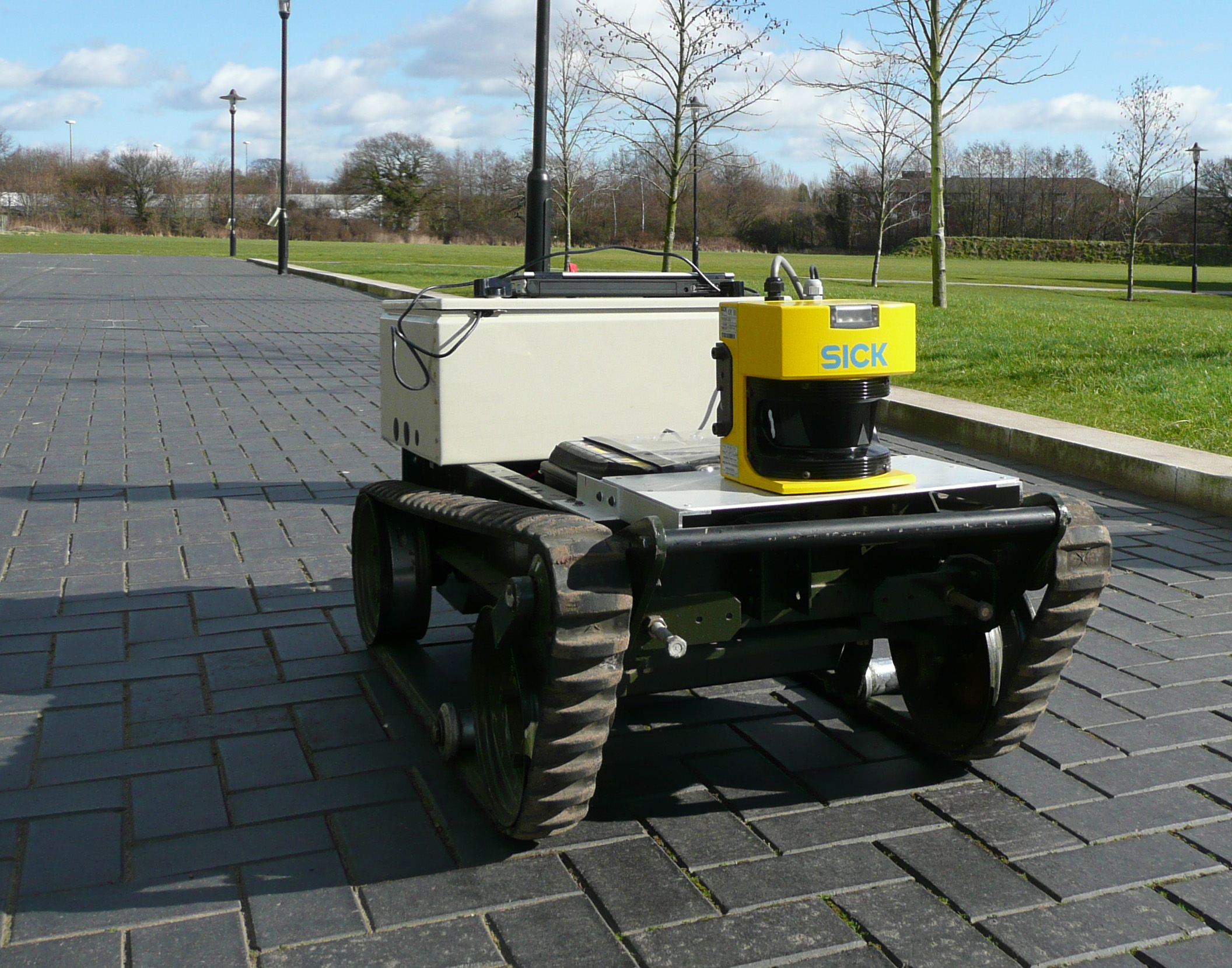
روبات متحرک مجهز به حسگر لایدار

### باستان‌شناسی
لایدار کاربردهای گسترده‌ای در زمینه زمین‌شناسی دارد که شامل کمک در طرح‌ریزی فعالیت‌های میدانی، نقشه‌برداری از عوارض زیر چتر جنگل اجسام پیوسته‌ای که ممکن است بر روی زمین غیرقابل تشخیص باشند، می‌باشد. هم چنین لایدار می‌تواند این امکان را برای باستان شناسان فراهم کند که بتوانند مدل‌های ارتفاعی دیجیتالی (dems) با وضوح بالا از مکان‌های باستانی بسازند که می‌تواند توپوگرافی در حد میکرو را آشکار کنند اگر چه با پوشش گیاهی پوشیده پنهان شده باشد. اطلاعات به‌دست آمده از لایدار به آسانی می‌توانند در سامانه اطلاعات جغرافیایی گنجانده شود. برای تحلیل و ترجمه به عنوان مثال در دو محل تاریخی در کانادا به نام‌های فورت کانبرلند و فورت بنسژور. سابقاً ویژگی‌های باستان‌شناسی کشف نشده‌ای نگاشت شده بود که مربوط به قطعه نظامی دژ در ۱۷۷۵ بود. ویژگی‌هایی که از روی زمین یا از طریق عکس‌های هوایی غیرقابل تشخیص بود.
روی هم قرار دادن سایه‌های تپه‌های به‌دست آمده ازdemکه یا نورپردازی مصنوعی از زاویه‌های مختلف ساخته شده بودند تشخیص داده شدند، با استفاده از لایدار توانایی ایجاد مجموعه داده‌ها سریع و به نسبت ارزان یک مزیت محسوب می‌شود. فراتر کارایی، قابلیت آن در نفوذ کردن در زیر جنگل موجب کشف گونه‌هایی شده است که از طرق سنتی زمین سه بعدی غیرقابل تشخیص بوده است و با روش نقشه‌برداری زمینی نیز سخت می‌باشد. اخیراً با فناوری لایدار ۶۱۰۰۰ سازه باستانی جدید از تمدن مایا در گواتمالا کشف شده است. (فیلم بایگانی‌شده  در ۱۰ اکتبر ۲۰۱۸ توسط Wayback Machine).

### هواشناسی و محیط جوی
نخستین سامانه‌های لایدار برای مطالعه ترکیبات اتمسفری، ساختار، ابرها، و ذرات کلوئیدی موجود در هوا استفاده می‌شد. در ابتدا بر پایه لیزرهای سرخ، لایدار برای کاربردهای مربوط به هوا ساخته شد. مدتی کوتاه بعد از اختراع لیزر و ارائه یکی از اولین کاربردهای فناوری لیزر، Flastic buckscatter lidar ساده‌ترین نوع لایدار است و به‌طور ویژه و معمول برای مطالعات ذرات کلوئیدی موجود در هوا و ابرها استفاده می‌شود. طول موجی که به شکل معکوس پراکنده شده است مانند طول موج ارسال شده است، و دامنه سیگنال دریافت شده در رنج داده شده به ضریب توزیع معکوس پراکنده کننده‌ها در رنج مورد نظر و ضریب جذب پراکنده کننده‌ها در طول مسیر در آن رنج معین بستگی دارد. ضریب جذب به‌طور نمونه مقدار بهره است.
(Dial): Differential Absorption Lidar برای اندازه‌گیری غلظت یک گاز مشخص در اتمسفر استفاده می‌شود. مثل ازن کربن دی‌اکسید یا بخار آب، لایدار در طول موج را ارسال می‌کند. طول موج ‘on-line’که به‌وسیلهٔ گاز مورد نظر جذب می‌شود و ‘off-line’ جذب نمی‌شود. تفاضل در مقدار جذب بین دو طول موج، اندازه تمرکز گاز مورد نظر به صورت تابعی از رنج است dial ridarها لزوماً از نوع elastic backscutter lidarبا دو طول موج هستند.
لایدار رامان نیز برای اندازه‌گیری تمرکز گازهای اتمسفری استفاده می‌شود ولی می‌تواند برای بازیابی پارامترهای ذرات کلوئیدی موجود در هوا هم استفاده شود. این نوع لایدار گاز پراکندگی ناکشسان بهره می‌برد تا گاز مورد نظر را از بقیه اجزای سازنده اتمسفر جدا کند. قسمت کمی از انرژی نور ارسال شده در گاز باقی می‌ماند در طی فرایند پراکندگی نور، که نور پراکنده شده را به طول موج بلندتری شیفت می‌دهد که با توجه به ویژگی گاز مورد نظر یکتا است. هر قدر تمرکز گاز مورد نظر کمتر باشد، دامنه سیگنال باز پراکنده شده بیشتر خواهد بود.
لایدار دوپلری: برای اندازه‌گیری سرعت باد درامتداد پرتو نور به کار می‌رود با اندازه‌گیری شیفت فرکانسی نور باز پراکنده شده. لایدارهایی که برای اسکن استفاده می‌شوند مثل NASAS HARLIE LIDAR. برای اندازه‌گیری سرعت بادهای اتمسفری در یک مخروط سه بعدی بزرگ استفاده شده‌اند. مأموریت باری که ESA، کهADM-Aeolus نام دارد با این نوعLIDAR تجهیز خواهند شد تا اندازه‌گیری جهانی بادهای عمودی را فراهم کند. این سیستم در مسابقات المپیک تابستانی ۲۰۰۸ استفاده شدند برای اندازه‌گیری‌های سرعت بادها در مسابقات قایقرانی. لایدارهای دوپلری اخیراً به‌طور موفقیت‌آمیزی در بخش انرژی‌های تجدید پذیر نیز استفاده می‌شوند مثل تعیین کردن سرعت باد، اغتشاش، تغییر جهت باد یا اطلاعات مربوط به تغییرات سمتی باد. هر دو سیستم‌های پالسی و موج پیوسته استفاده می‌شوند. سیستم‌های پالسی از سیگنال‌های زمانی استفاده می‌کنند تا فاصله عمودی را به وضوح به‌دست‌آورد در حالی که سیستم‌های موج پیوسته به تمرکز آشکارساز اکتفا می‌کنند.
لایدار آرایه ترکیبی (Synthetic Array Lidar):
امکان تصویر سازی را بدون نیاز به آشکارساز آرایه‌ای فراهم می‌کند. می‌توان از آن برای تصویرسازی سرعت سنجی دایلر، تصویر سازی بسیار سریع، هم چنان برای کاهش رنگ در لایدارهای همَدوس (coherent) استفاده کرد.

### اندازه‌گیری سرعت باد
لایدارها گاهی در زمین‌های بادی استفاده می‌شوند تا به‌طور دقیق‌تری سرعت باد و اغتشاش باد را اندازه‌گیری کنند. یک لایدار آزمایشی بر روی یک روتور توربین بادی قرار داده شده است تا بادهای افقی جلورونده را اندازه‌گیری کند و به‌طور فعال، پره توربین را تنظیم می‌کند تا از اجزا محافظت کند و توان را افزایش دهد.

### زمین‌شناسی
در زمین‌شناسی و زلزله‌شناسی ترکیبی از لایدارهایی که پایه هواپیمایی دارند و جی‌پی‌اس به صورت ابزارهایی مهمی برای تشخیص دادن گسل‌های اندازه‌گیری فشار بالا برنده ظاهر شده‌اند. حاصل این دو تکنولوی می‌تواند مدل‌های دقیق هوایی را برای عوارض زمین ایجاد کند که حتی می‌تواند ارتفاع زمین را از میان درختان اندازه‌گیری کند. این ترکیب در معروفترین کاربرد خود برای تعیین مکان گسل سیاتل در واشینگتن در آمریکا استفاده شده است. این ترکیب همچنان برای اندازه‌گیری فشار بالارونده در mt.st.helent استفاده شده است. با استفاده از اطلاعات قبل و بعد از رانش سال ۲۰۰۴. لیدرهای هوایی یخچال‌های طبیعی را زیر نظر دارند و این توانایی را دارند که مقدار دقیق افزایش یا کاهش آن را مشخص کنند. یک سیستم که برپایه ماهواره فعالیت می‌کند icesat متعلق به ناسا است که از یک سامانه لایدار بهره می‌برد برای چنین اهدافی. نقشه‌برداری توپوگرافی هوایی ناسا به‌طور گسترده برای زیر نظر گرفتن یخچال‌های طبیعی استفاده می‌شود و آنالیزهای تغییرات ساحلی را انجام می‌دهد.

### فیزیک و ستاره‌شناسی
شبکه جهانی رصدخانه‌ها از لیدر برای اندازه‌گیری فاصله بازتاب کننده‌هایی که بر روی ماه قرار دارند استفاده می‌کند که این امکان را فراهم می‌کند جایگاه ماه را با دقت بالا در حدود mm مشخص کند و تست‌های نسبیت عمومی انجام شوند.mola ارتفاع سنج لیزری که دور مریخ می‌چرخد از یک ابزار با فناوری لایدار در ماهوارهای که به دور مریخ می‌چرخد استفاده شده است. برای ایجاد یک نقشه‌برداری توپوگرافیک دقیق و کامل از سیاره سرخ.
در سپتامبر ۲۰۰۸ فضاپیمای فینیکس (که متعلق به ناسا است) توانست برف را در اتمسفر مریخ پیدا کند.
در فیزیک اتمسفر، لایدار به عنوان یک ابزار آشکارساز راه دور برای اندازه‌گیری چگالی اجزاء معینی از لایه‌های میانی و بالایی اتمسفر مثل پتاسیم، سدیم یا مولکول‌های نیتروژن و اکسیژن به کارگرفته می‌شود. این اندازه‌گیری‌ها را می‌توان برای محاسبه درجه حرارت استفاده کرد همچنین از لایدار برای اندازه‌گیری سرعت باد و اطلاعاتی دربارهٔ اغتشاشات عمودی ذرات کلوئیدی موجود در هوا استفاده کرد.
در تأسیسات تحقیقات همجوشی هسته‌ای jetدر انگلیس نزدیک oxfordshire, Abingdonاز لیدرهایی با فناوری پراکندگی تامسون برای معین کردن چگالی الکترون و درجه حرارت پلاسما استفاده می‌شود.

### زیست‌شناسی و حفاظت از منابع طبیعی
هم چنان کاربردهای فراوانی در جنگل داری دارد. ارتفاع‌هایی که پوشش گیاهی دارند، اندازه‌گیری‌های بیومس و نواحی دارای پوشش گیاهی همگی می‌توانند به وسیلهٔ سیستم‌های LIDAR هوایی مورد مطالعه قرار گیرند. به‌طور مشابه لایدار همچنان به وسیلهٔ صنایع بسیاری مثل انرژی و راه‌آهن و سازمان حمل و نقل به عنوان یک راه سریع تر برای نقشه‌برداری استفاده می‌شود. نقشه‌های عوارض زمین به آسانی توسط لایدار ایجاد می‌شوند. در اقیانوس‌شناسی، لایدار برای تخمین نیتوپلانگتون‌های فلوئورسنت و به‌طور کلی زیست توده در لایه‌های سطحی اقیانوس استفاده می‌شود. کاربرد دیگر عمق‌سنجی هوایی نواحی دریایی که برای کشتی‌های نقشه‌بردار بسیار کم عمق است می‌باشد. به علاوه، اتحادیه Red woods حامی پروژه‌ای که در آن درخت ماموت‌های بلند در سواحل شمالی کالیفرنیا را نقشه‌برداری می‌کند را بر عهده گرفته است.
لایدار به محققان اجازه می‌دهد که نه تنها ارتفاع درخت‌هایی که قبلاً نقشه‌برداری نشده‌اند را اندازه‌گیری کند بلکه تنوع زیستی جنگل Red woods را نیز بررسی کند استفان سیلت Estephan sillettکه با این گروه در سواحل شمالی همکاری می‌کند اظهار می‌کند که این تکنولوژی در هدایت کردن تلاش‌های آینده برای حفظ و نگهداری درخت‌های باستانی Red woods بسیار مؤثر خواهد بود.

### نظامی
یکی دیگر از کاربردهای لایدار در ترافیک برای اندازه‌گیری سرعت وسایل نقلیه است، به عنوان یک جایگزین برای تفنگ‌های راداری، تکنولوژی برای این کاربرد به اندازه کافی کوچک است که در یک تفنگ دستی (دوربین) قرار گیرد و سرعت یک وسیله نقلیه مشخص را در جریان ترافیک اندازه‌گیری می‌کند. برعکس رادار که برای اندازه‌گیری سرعت به Doppler shift وابسته بود، لایدار به اصول زمان حرکت پرتو برای محاسبه سرعت وابسته است دستگاه‌های معادل که برپایه سیستم‌های راداری هستند گاهی ممکن است نتوانند وسیله نقلیه مشخص را از جریان ترافیک تمییز دهند و معمولاً برای اینکه در دست قرار بگیرند بزرگ هستند لایدار دارای این مزیت ویژه است که می‌تواند وسیله نقلیه مشخص را در موقعیت ترافیک درهم ریخته تشخیص دهد.

### وسایل نقلیه
لایدار در سیستم‌های Adaptive Cruise Control (ACC) برای اتومبیل‌ها استفاده می‌شود. چنین سیستم‌هایی توسط Siemens Hella، از یک افزار لایدار که در جلو خودرو نصب می‌شود استفاده می‌کنند. معمولاً این سیستم بر روی سپر ماشین، برای زیر نظر گرفتن فاصله خودرو با هر خودرویی که در جلوی آن قرار دارد نصب می‌شود. هنگامی که خودرو جلویی سرعت خود را کاهش دهد، یا خیلی نزدیک شود ACC ترمز را فعال می‌کند تا خودرو سرعتش کم شود، ولی هنگامی که مسیر جلو خالی است، ACC به خودرو این اجازه را می‌دهد که سرعت خودرو تا حدی که راننده از قبل تعیین کرده است، افزایش یابد.

### تصویرساز
تصویرسازی سه بعدی به وسیله هر دو سیستم‌های non-scanning, scanning انجام می‌شود. ۳-D gated viewing laser radar یک سیستم رادار لیزری non-scanningمی‌باشد که از روش gated viewing استفاده می‌کند این روش یک پالس لیزری و یک دوربین با دریچه سریع را به کار می‌گیرد. برنامه‌های تحقیقات نظامی در حال اجرایی در سوئد، دانمارک و انگلیس و آمریکا با استفاده از این تکنولوژی در رنج چندین کیلومتر با قدرت و وضوح بهتر از ده سانتیمتر وجود دارد. در لیدرهای تصویر ساز همدوس این امکان وجود دارد که از آشکارساز synthetic array heterodyne که یک نوع از آشکارساز Optical heterodyne است استفاده شود که گیرنده المان واحد مورد نظر را قادر می‌سازد به گونه‌ای عمل کند که گویا آرایه‌ای از تصویرها وجود دارد. این لزوم نیاز به دوربین‌های دریچه دار را از بین می‌برد و تمام رنج‌ها از تمام pixelها به‌طور همزمان در تصویر موجود است.
از لایدار تصویر ساز همچنان می‌توان در آرایه‌های آشکارساز پرسرعت و آشکارسازهای حساس به مدولاسیون که به‌طور ویژه بر روی یک جیپ واحدcmos و cmos/ccd هیبرید ساخته شده‌اند استفاده کرد. در این دستگاه‌ها هر pixel پردازش‌های منطقه‌ای را انجام می‌دهد مثل مدولاسیون و… با استفاده از این تکنیک هزاران pixel در هر کانال ممکن است به‌طور همزمان نیاز باشد. در سیستم‌های عملی محدودیت بودجه نور است نسبت به هدف یابی موازی
لایدار در ضبط ویدئوهای موسیقی بدون دوربین نیز کاربرد دارد. ویدئو آهنگ توسط ریدیوهد اولین استفاده ازreal-time 3D laser scanning برای ضبط ویدئو موزیک است.

### نگاشت سه‌بعدی
انواع گوناگونی از حسگرهای هوایی لایدار توسط کمپانی‌های مختلف ساخته شده است. از این حسگرها برای مشاهدات دوردست ناحیه برای ایجاد ابرهای نقطه‌ای برای پردازش‌های آینده استفاده می‌شود به‌طور مثال در جنگل‌داری.